# Almuth Hirt
Almuth Hirt (geboren 1940) ist eine deutsche Juristin. Sie war bis 2005 Vorsitzende Richterin am Oberlandesgericht München, am Bayerischen Obersten Landesgericht und Richterin am Bayerischen Verfassungsgerichtshof.

## Leben
Lange Jahre war Almuth Hirt am Oberlandesgericht München als Vizepräsidentin und als Vorsitzende Richterin tätig. Später wurde Almuth Hirt an das Bayerische Oberste Landesgericht in München berufen und war dort Vorsitzende Richterin. Sie wurde Ende 2005 in den Ruhestand verabschiedet.
Am 15. Mai 1997 wurde Hirt vom Bayerischen Landtag mit 117 von 119 Stimmen für acht Jahre zum berufsrichterlichen Mitglied der Bayerischen Verfassungsgerichtshof gewählt. Sie löste damit Paul Nappenbach ab, der zu 31. Mai 1997 in den Ruhestand verabschiedet wurde. Die Amtszeit dieser ehrenamtlichen Tätigkeit endete am 1. Juni 2005.
In Zusammenarbeit mit dem Richter am Amtsgericht Stuttgart, Christoph Maisack, und der Veterinärdirektorin am Landesamt für Gesundheit und Lebensmittelsicherheit in Oberschleißheim, Johanna Moritz, hat Almut Hirt ein Standardwerk zum Tierschutzgesetz verfasst, das 2023 in der 4. Auflage veröffentlicht wurde. Reiner Tillmanns hat zur doppelt umfangreichen zweiten Auflage 2008 eine Rezension in der Neuen Zeitschrift für Verwaltungsrecht (NZfVR) und Schröter in der Zeitschrift für Umweltrecht (ZUR) veröffentlicht. Ulrich Wollenteil rezensierte die dritte Auflage. In diesem Buch wird der jeweilige Status quo vor allem in Bezug auf die Massentierhaltung beleuchtet und kritisiert. Das Buch ist das Grundlagenwerk für das Tierschutzrecht und wird vielfältig zitiert.
Hirt engagiert sich auch im Ruhestand für den Tierschutz. Sie ist Mitglied bei der Deutschen Juristischen Gesellschaft für Tierschutzrecht e. V. (DJGT). Als solches hat sie sich mit Kollegin Christina Patt gegen den Abschuss von Wölfen in verschiedenen Bundesländern ausgesprochen und in einer Stellungnahme dafür Bundesrecht und europäisches Recht beleuchtet. Des Weiteren hat sie Stellung bezogen zum Thema, ob Tierschutzorganisationen, die ausländische Hunde nach Deutschland bringen, strenger kontrolliert werden sollten. Sie grenzt die Tätigkeit von gemeinnützigen Tierschutzorganisationen gegenüber Akteuren ab, die durch den Handel mit Tieren Gewinnmaximierung anstreben.
Seit 2006 ist Hirt Geschäftsführerin der Olympia-Reitanlagen in München.

## Publikationen
- Stellungnahme zu dem Referentenentwurf einer Sächsischen Wolfsmanagementverordnung (SächsWolfMVO). Deutsche Juristische Gesellschaft für Tierschutzrecht e. V., 10. Februar 2019, abgerufen am 21. April 2021.
- mit Christoph Maisack, Johanna Moritz: Tierschutzgesetz. Mit TierSchHundeV, TierSchNutztV, TierSchVersV, TierSchTrV, EU-Tiertransport-VO, TierSchlV, EU-Tierschlacht-VO. 4. Auflage. Franz Vahlen, München 2023, ISBN 978-3-8006-6238-8 (Erstausgabe:  2003).